# Leôncio Vieira
Leôncio Vieira, właśc. Leôncio Abel Alves Vieira (ur. 23 czerwca 1934 w Joinville, zm. 22 października 1992 w Porto Alegre) – brazylijski piłkarz, występujący na pozycji napastnika.

## Kariera klubowa
Karierę piłkarską rozpoczął w SER Caxias do Sul w 1953 roku. W 1953 roku został zawodnikiem Grêmio Porto Alegre, w którym grał do 1967. Z Grêmio jedenastokrotnie zdobył mistrzostwo stanu Rio Grande do Sul – Campeonato Gaúcho w 1956, 1957, 1958, 1959, 1960, 1962, 1963, 1964, 1965, 1966 i 1967 roku. W 1968 był zawodnikiem EC Cruzeiro. Karierę zakończył w 1969 roku w Metropolu Criciúma.

## Kariera reprezentacyjna
W reprezentacji Brazylii zadebiutował 17 kwietnia 1966 w wygranym 1-0 meczu z reprezentacją Chile w Copa Bernardo O’Higgins 1966. Drugi i ostatni raz w reprezentacji Leôncio Vieira wystąpił trzy dni później w przegranym 1-2 meczu z tym samym rywalem.
| Mecze i gole w reprezentacji | Mecze i gole w reprezentacji | Mecze i gole w reprezentacji | Mecze i gole w reprezentacji | Mecze i gole w reprezentacji | Mecze i gole w reprezentacji | Mecze i gole w reprezentacji |
| #                            | Data                         | Miasto                       | Przeciwnik                   | Gol                          | Wynik                        | Rozgrywki                    |
| ---------------------------- | ---------------------------- | ---------------------------- | ---------------------------- | ---------------------------- | ---------------------------- | ---------------------------- |
| 1.                           | 17.04.1966                   | Santiago                     | Chile                        |                              | 1:0                          | Copa Bernardo O’Higgins 1966 |
| 2.                           | 20.04.1966                   | Santiago                     | Chile                        |                              | 1:2                          | Copa Bernardo O’Higgins 1966 |